# Guillermo Hemmerling
Guillermo Hemmerling, Córdoba (Argentina), 2 de marzo de 1972, es periodista, conductor y locutor. En la actualidad se desempeña como conductor del programa Siempre Juntos en Cadena 3 Argentina, el programa con mayor audiencia en la semana en Córdoba según la última medición de Ibope. 

## Carrera profesional
Comenzó en 1992 en Radio Nacional Córdoba y se prolongó hasta comienzos de 1995 cuando pasa a Cadena 3 Argentina.
Desde el 1 de enero de ese año comienza una ininterrumpida carrera en esa radio y en Radio Popular (La Popu) del mismo grupo.
En Radio Popular condujo el programa vespertino de lunes a viernes "Redondeando" y el matutino dominical, de enorme éxito, "Ranking Popular". Ambos hasta 1998.
En paralelo se desempeñaba como colaborador durante 18 años de los programas de Cadena 3 Argentina Radioinforme 3, que conduce Miguel Clariá, y Viva la Radio que conducía Rony Vargas. En este último alternó varias veces en la conducción.
En el año 2000 creó y condujo por más de 20 años el programa "Tiempo Compartido", que se emitía los sábados por la tarde hasta 2014 para mudarlo luego y convertirlo en un gran éxito de audiencia los domingos por la mañana de 9 a 14 hs.
Desde 2014 hasta 2020 creó y condujo "Turno Noche", programa que iba de lunes a viernes por la noche en Cadena 3. 
Desde noviembre de 2020, luego de la muerte del histórico conductor Mario Pereyra, conduce junto a Agustina Vivanco el magazine matutino de Cadena 3 Argentina llamado Siempre Juntos.

## Programas de TV
En enero de 1998 debutó en televisión conduciendo el programa "Ni tarde ni temprano" que se emitía en las mañanas de Canal 12 de Córdoba.
Condujo también un programa turístico semanal en Canal 10. 
Desde 2015 hasta 2019 condujo el matutino de Canal 8 de Córdoba, "Vení mañana".
Actualmente conduce su creación "Me gusta lo que hago", serie web de tirada semanal que se publica en su canal de YouTube y en sus redes, además de tener un microsite en la web de Cadena 3 Argentina.

## Vida privada
Está casado desde 1999 y tiene 3 hijas.